# 秋谷智子
秋谷智子（日语：／ Akiya Tomoko，1976年5月14日—）是日本的女性聲優，千葉縣生。原本是擔任CF模型相關事務，1999年為小魔女Doremi的藤原羽月（初貴）配音而竄起。身高170cm。

## 配音作品

### 電視動畫
1999年
- 小魔女Doremi - 藤原羽月

2003年
- 魔法少年賈修 - 水野鈴芽

2006年
- 飛天小女警Z - 基妮老師（キーン先生）

2011年
- 食夢者瑪莉 - 光凪由衣
- 我的妹妹哪有這麼可愛！（小雅）

### OVA
- 小魔女Doremi童年秘密篇 - 藤原羽月

### 劇場動畫
- 小魔女Doremi系列 - 藤原羽月
- 魔法少年賈修系列 - 水野鈴芽

### 網路動畫
- 企鵝美眉 - 莉芙

### 遊戲
- - 藤原羽月
- 閃耀幻想曲 - 光凪由衣

## 角色歌曲
- 「 Collection of Golden Songs」
- 「食夢者瑪莉角色歌曲 光凪由衣」